# Sherlock Yack
Sherlock Yack é uma série animada infanto-juvenil francesa que foi baseada na série Sherlock Homes e criada pela Mondo TV France, tem 53 episódios de 13 minutos.
Estreou na França (País Natal) através da TF1 no dia 4 de maio de 2011 e acabou em 22 de dezembro de 2012.
No Brasil estreou no canal Gloob em novembro de 2014.
Em Portugal estreou na RTP2 em 16 de março de 2015 no bloco animado Zig Zag.

## Sipnose
Sherlock é o gerente do Zoo onde mora e também ficou com o cargo de detetive de crimes se for cometido algum crime ele é logo avisado e prosegue com a investigação do crima e a procura do criminiso. A sua amiga e assistente Hermione acompanha-o sempre nas investigações ou prosségue-las quando Sherlock adoece.

## Exibição Mundial
| Temporadas | Temporadas | Episódios | Exibição original | Exibição original      | Exibição em Portugal | Exibição em Portugal | Exibição no Brasil | Exibição no Brasil |
| Temporadas | Temporadas | Episódios | Estreia           | Final                  | Estreia              | Final                | Estreia            | Final              |
| ---------- | ---------- | --------- | ----------------- | ---------------------- | -------------------- | -------------------- | ------------------ | ------------------ |
|            | 1          | 53        | 4 de maio de 2011 | 22 de dezembro de 2012 | 16 de março de 2015  | TBA                  | novembro de 2014   | TBA                |

## Dubragem Portuguesa
| Personagem | Dubrador  |
| ---------- | --------- |
| Sherlock   | Paulo Oom |
| Hermione   | Mila Belo |